# Антоненко Михайло Омелькович
Михайло Антоненко (8 листопада 1898, м. Київ — 27 серпня 1993, Ранвіль, Франція) — учасник I-го Конгресу Українських Націоналістів, провідник ОУН у Франції.

## Життєпис

Перший Конґрес Українських Націоналістів у Відні, 1929 рік. Сидять зліва направо 1 ряд: Юліан Вассиян, Дмитро Андрієвський, Микола Капустянський, Євген Коновалець, Микола Сціборський, Яків Моралевич, Володимир Мартинець, Микола Вікул. Стоять зліва направо 2 ряд: Іван Малько, Осип Бойдуник, Максим Загривний, Євген Зиблікевич, Петро Кожевників, Дмитро Демчук, Леонід Костарів, Олесь Бабій, Ріко Ярий, Михайло Антоненко, Зенон Пеленський. Стоять зліва направо 3 ряд : Юрій Руденко, Ярослав Барановський, Степан Охримович, Степан Ленкавський, Андрій Федина, Ярослав Герасимович, Теофіл Пасічник-Тарнавський, Олександр Згорлякевич

Народився 8 листопада 1898 року в Києві.
Добровільно вступив у 10-й запасний полк у липні 1916 року. Після навчання воював в 44-му Камчатському полку. Закінчив   2-гу Житомирську школу прапорщиків. 
Із лютого до вересня 1919 року займав посаду начальника кулеметної сотні «Запоріжської Січі» під командуванням Юхима Божка. Згодом начальник кулеметної команди панцерника «Вірний син України». 
Протягом листопада 1919 - квітня 1920 року перебував у польському полоні. Після звільнення був старшиною кулеметної сотні 47-го Стрілецького куреня 6-ї дивізії Армії УНР.
Після 1920 року присвоєно звання сотник.
На еміграції постійно проживав у Франції. Працював хіміком у французькій компанії в Парижі.
Був учасником I-го Конгресу Українських Націоналістів 1929 року у Відні, представляв осередок Леґії українських націоналістів в Парижі. Працював під час Конгресу в організаційній комісії.
Активіст осередку товариства «Просвіта» у Франції, член Української Громади. З 1929 року провідник ОУН у Франції.
Постійний активіст Українського Національного Союзу у Франції.
Помер 27 серпня 1993 року в муніципалітеті Ранвіль. Похований на цвинтарі Сен-Женев'єв-де-Буа під Парижем.